# NGC 6228
NGC 6228 é uma galáxia espiral (Sb) localizada na direcção da constelação de Hercules. Possui uma declinação de +26° 12' 46" e uma ascensão recta de 16 horas, 48 minutos e 02,8 segundos.
A galáxia NGC 6228 foi descoberta em 28 de Junho de 1864 por Albert Marth.